# Killing Fields

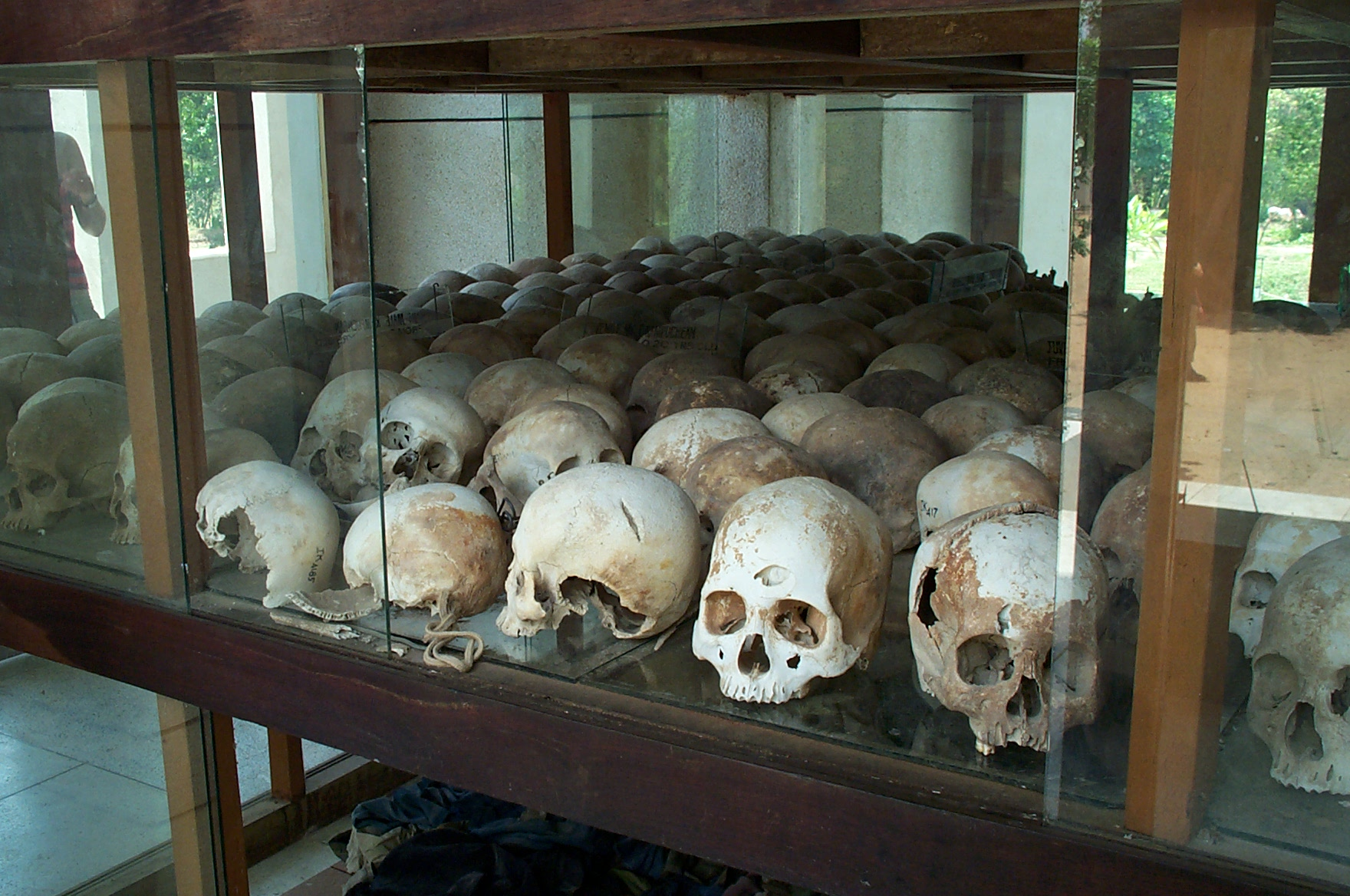
Totenschädel im Innern des Stupa von Choeung Ek

Als Killing Fields werden etwas mehr als dreihundert Stätten in Kambodscha bezeichnet, an denen bei politisch motivierten Massenmorden Schätzungen zufolge mehr als 100.000 Menschen durch die maoistisch-nationalistischen Roten Khmer umgebracht wurden. Der Massenmord der Roten Khmer an der eigenen Bevölkerung im Demokratischen Kampuchea wurde von 1975 bis 1979 begangen. Die Gesamtzahl der Opfer des Genozids in Kambodscha liegt nach aktuellen Schätzungen bei 1,7 bis 2,5 Millionen.

## Massentötungen

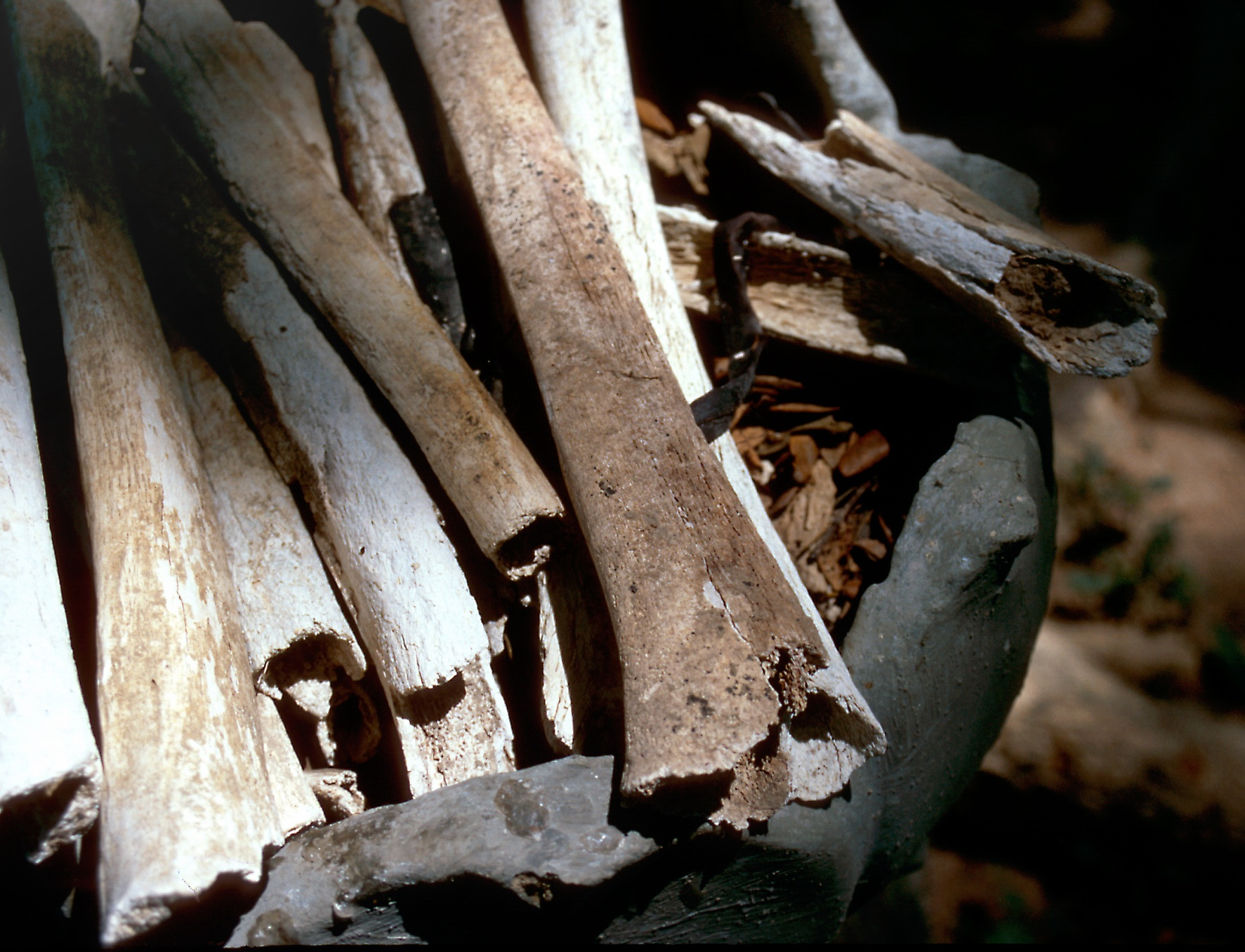
Knochen erschlagener Kinder in Choeung Ek

Die Massenmorde der Roten Khmer in den Killing Fields wie Choeung Ek sind von ihnen gut dokumentiert worden. Aus Tuol Sleng sind 4000 Geständnisse der gefolterten Insassen erhalten. Allein hier wurden 18.000 Kambodschaner inhaftiert, durch Folter zu einem Geständnis gezwungen und, bis auf ein halbes Dutzend Überlebende, getötet. Die hinter den Verhören und Morden stehende Verschwörungstheorie von Pol Pot ähnelte der der Schauprozesse in der Sowjetunion während des Großen Terrors und der Kampagne gegen wurzellose Kosmopoliten von 1948–1953. Um die Parteiführung, auf deren Order die Killing Fields eingerichtet worden waren, zufriedenzustellen, entwickelten Lagerleiter wie Kaing Guek Eav besonderen bürokratischen Eifer und dokumentierten ihre Massenmorde mit den schriftlichen Geständnissen der gefolterten und anschließend hingerichteten Opfer. Pflichtgetreu schickten die Lager die Berichte über Son Sen an die Parteizentrale K-1. Dort wurden diese Texte miteinander abgeglichen, vermeintliche verschwörerische Netzwerke mit Vietnam oder der CIA identifiziert und deren Mitglieder auf den Killing Fields hingerichtet, wobei weitere Geständnisse entstanden. Von 1975 bis Anfang 1976 waren es vor allem Soldaten des früheren Lon-Nol-Regimes und Kambodschaner mit Verbindungen nach Nordvietnam, die zu Opfern der Killing Fields wurden.
Nachdem im Mai 1976 einige Soldaten Munition verschossen hatten, deswegen verhaftet und in Tuol Sleng verhört worden waren, begann die politische „Säuberung“, die sich vor allem gegen die Parteikader aus dem Osten des Landes richtete, die unter Führung von Sao Phim eine nachgiebigere Haltung gegen Vietnam befürwortet hatten. Der Eliminierung der langjährigen politischen Weggefährten von Pol Pot, Saran und Keo Meas, folgte bis Ende des Jahres noch die des Botschafters in Hanoi, Sien An, und seiner Frau sowie des früheren Mitglieds des Zentralkomitees Keo Moni. Auch Funktionäre der früheren Frontorganisation der Kommunistischen Partei Kampucheas, der Pracheachon, wurden nun Opfer der Killing Fields. Im Dezember 1976 rief Pol Pot zu einem Führungsseminar der Partei, wo er von Feinden und Verrätern als Mikroben innerhalb der Partei sprach, die, unbeseitigt, die kambodschanischen Kommunisten in ihrer Existenz gefährdeten. Um die für Verrat vorgeblich anfälligeren Parteikader im Osten unter Druck zu setzen und sie durch Kommunisten aus dem Südwesten ersetzen zu können, beschloss die Führung bei diesem Treffen für die östliche Verwaltungszone besonders hohe Vorgaben bei der Reisproduktion.
Kurz nach dem Führungsseminar im Januar 1977 wurden die hohen Parteifunktionäre Touch Phoeun und Koy Thuon, denen im April Informationsminister Hu Nim folgte, verhaftet und auf den Killing Fields gefoltert und verhört. Um ihr angebliches CIA-Netzwerk in der Partei zu zerstören, wurden in der Folge viele Menschen aus dem persönlichen Umfeld von Phoeun und Thuon eliminiert, die einen Großteil der Intelligenzija der Partei ausmachten. Auch viele Parteikader im Norden fielen dieser Säuberungswelle zum Opfer und wurden durch Kommunisten aus dem Osten ersetzt. Noch während Phoeun und Thuon in Tuol Sleng den Tod fanden, besuchte Pol Pot die nordwestliche Verwaltungszone. Danach wurde hier die lokale Parteiführung in den Killing Fields getötet und durch Parteimitglieder aus dem Südwesten ersetzt, die unter Kontrolle von Ta Mok standen. Dieser vertrat die Linie Pol Pots mit besonderer Brutalität, und neben Parteikadern fiel seinen Morden die in die ländliche Zwangsarbeit deportierte Stadtbevölkerung, die „neuen Menschen“, zum Opfer, die die utopischen Erntevorgaben nicht erfüllten. Bis Mitte 1977 waren die Killing Fields ein wesentlicher Teil der Regierungsarbeit Pol Pots, die durch die Geständnisse unter Folter und die dadurch immer zahlreicher aufgedeckten angeblichen Verschwörungsnetzwerke eine kaum zu bremsende Eigendynamik entwickelte. In den Jahren 1977–78 wurden angebliche Verschwörer im direkten Umfeld Pol Pots und anderer Führer enttarnt und samt ihren Familien ermordet. Dies wiederum verstärkte die Verfolgungsängste Pol Pots, der fortan außer der Säuberung der Partei kaum mehr Ziele verfolgte, während die Basis der Communist party of Campuchea aufgrund der Massenmorde immer schmaler wurde. Selbst vermeintliche Fehler wie einen Ausfall der Strom- oder Wasserversorgung in seiner Dienststelle stellte Pol Pot in einen verschwörerischen Kontext und ließ das entsprechende Aufsichtspersonal töten. Insgesamt legt die Analyse der Geständnisse aus Tuol Sleng nahe, dass drei Viertel der Opfer nicht wegen ihrer Aktivitäten, sondern aufgrund ihrer persönlichen Verbindungen in die Killing Fields verschleppt wurden. Zur Anzahl der Opfer auf den Killing Fields gibt es unterschiedliche Schätzungen, der amerikanische Historiker David P. Chandler hält eine Zahl von über 100.000 für wahrscheinlich. Insgesamt fielen dem Genozid in Kambodscha nach den gängigsten Schätzungen mehr als zwei Millionen Menschen zum Opfer, die meisten davon aufgrund von Krankheiten, Hunger und mangelnder medizinischer Versorgung.
Berichte über die Killing Fields erreichten die Außenwelt vermehrt ab 1977. Der französische Missionar François Ponchaud veröffentlichte in diesem Jahr das Werk Cambodge année zéro, das auf Analysen der Aussagen von kambodschanischen Flüchtlingen sowie Meldungen des Radioprogramms des Demokratischen Kampuchea basierte. Von einigen Seiten wurde dieses Buch kritisiert, da es dem Zwecke antikommunistischer Rhetorik diene. Ab 1979, nach Entmachtung der Roten Khmer, stellten sich die meisten der Aussagen Ponchauds als wahr heraus, so dass noch im gleichen Jahr Tuol Sleng in ein Genozid-Museum umgewidmet wurde. Ein Jahr später erreichten die ersten Geständnisse aus Tuol Sleng die westliche Welt, womit die Verbrechen des Pol-Pot-Regimes außer einigen wenigen hartnäckigen Anhängern niemand mehr bezweifelte.
Nach dem Abzug der vietnamesischen Besatzungstruppen 1989 errangen die Roten Khmer noch einmal die Kontrolle über kleinere Orte an der kambodschanisch-thailändischen Grenze im äußersten Norden und Westen des Landes. In der Nähe ihrer Hauptbasis Anlong Veng gab es Einheimischen zufolge abermals ein Killing Field. Hier sollen nach Angaben des Documentation Center of Cambodia noch zwischen 1993 und 1997 – lange nach der eigentlichen Herrschaft der Roten Khmer – etwa 3.000 Menschen ermordet worden sein.

## Choeung Ek

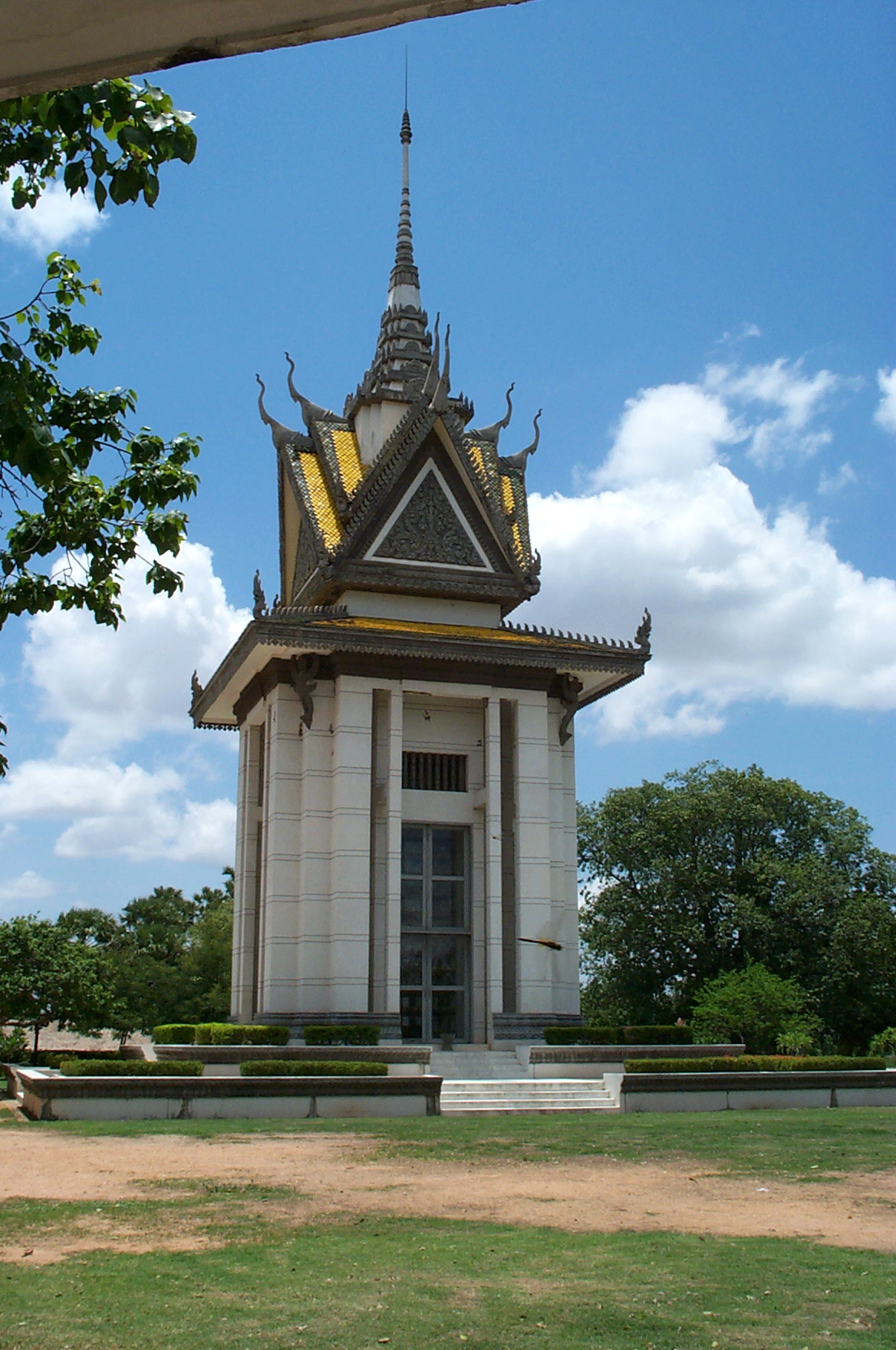
Gedächtnis-Stupa in Choeung Ek

Die bekannteste Stätte der Killing Fields befindet sich in Choeung Ek, in der Nähe von Phnom Penh, auf der bis zu 17.000 Menschen umgebracht wurden. Besonders einprägsam sind die Bilder tausender Totenschädel und anderer menschlicher Überreste, welche die Felder Kambodschas übersäten. Die Totenschädel werden heute zum Teil in einem Stupa aufbewahrt, der zum Gedächtnis an die Toten auf dem Gelände in Choeung Ek errichtet wurde. Weitere Tatorte befinden sich unter anderem in der Nähe des Phnom Sampeou nahe Battambang.
Um Munition zu sparen, wurden die Todgeweihten in diesem Exekutionszentrum nicht erschossen, sondern mit Eisenstangen, Äxten oder ähnlichem erschlagen. Kinder wurden gegen Bäume geschlagen, bis sie tot waren. Die Toten wurden in Massengräbern verscharrt, die auch heute noch deutlich sichtbar auf dem Gelände vorhanden sind.
Durch starken Regen und Erosion kommen immer noch Kleidung und Knochenreste aus dem Boden, die von den Mitarbeitern der Gedenkstätte alle zwei bis drei Monate eingesammelt werden.
Da teilweise mehr Leute pro Tag ankamen, als getötet werden konnten, wurden die Leute temporär in einem „Warteraum“ eingesperrt. Damit die auf ihren Tod wartenden Leute die Schreie der Sterbenden nicht hören konnten, wurde die Anlage mit Musik beschallt.
Der größte Teil der ermordeten Menschen stammt vermutlich aus dem Gefängnis Tuol Sleng (S-21) in Phnom Penh, das als Folter- und Verhörzentrum diente. Davor war es ein Gymnasium, heute ist es ein Museum.

### Verfilmung
Die Verbrechen wurden zur Grundlage für den britischen Anti-Kriegsfilm The Killing Fields – Schreiendes Land aus dem Jahre 1984, der auf der wahren Geschichte einer Freundschaft des Kambodschaners Dith Pran mit dem amerikanischen Journalisten Sydney Schanberg während der Revolution in Kambodscha 1975 beruht.

## Literatur

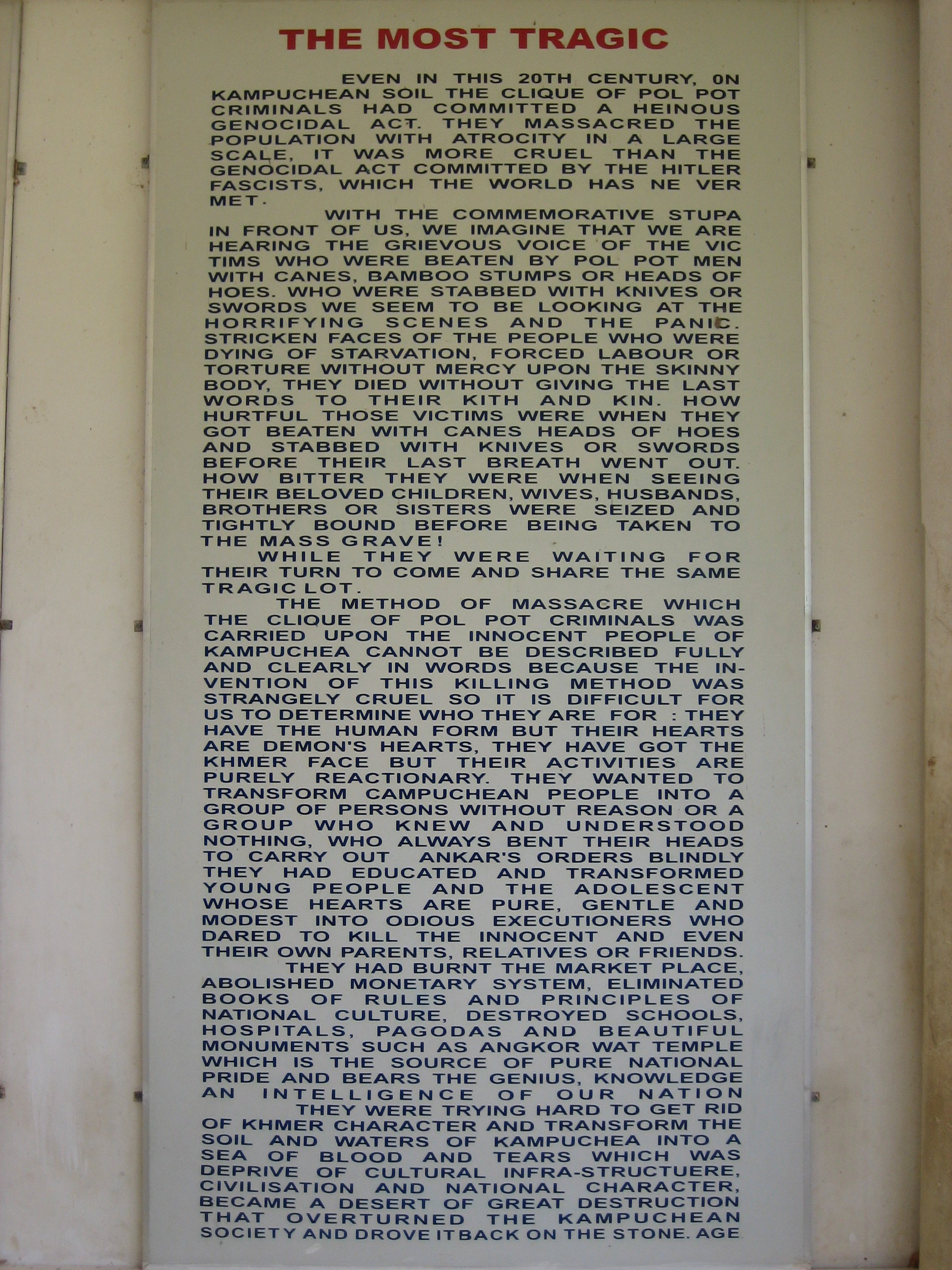
Informationstafel bei den Killing Fields